# Victor Dubois
Pour les articles homonymes, voir Dubois.
Victor Dubois est un architecte et paysagiste français né le 22 septembre 1779 à Paris et mort le 13 novembre 1850 à Nogent-sur-Marne,. Architecte de Louis VI Henri de Bourbon-Condé, il réalise notamment le jardin anglais du château de Chantilly en 1817.
Il a construit par ailleurs le château de la Reine-Blanche en 1825, aux Étangs de Commelles, en forêt de Chantilly.
Il est inhumé au cimetière du Père-Lachaise (39e division).